# Liste der denkmalgeschützten Objekte in Kufstein
Die Liste der denkmalgeschützten Objekte in Kufstein enthält die 58 denkmalgeschützten, unbeweglichen Objekte der Tiroler Gemeinde Kufstein.

## Denkmäler
| Foto  |                 | Denkmal | Standort                                                  | Beschreibung | Metadaten |
| ----- | --------------- | --- | --------------------------------------------------------- | --- | --- |
| ja    | Datei hochladen | Evang. Kirche A.B. und H.B./ Johanneskirche und Pfarrhaus HERIS-ID: 106402 Objekt-ID: 123560 TKK: 37818                                                 | Andreas Hofer-Straße 6 Standort KG: Kufstein              | → Hauptartikel : Johanneskirche (Kufstein) f1 | BDA-Hist.: Q37807586 Status: § 2a Stand der BDA-Liste: 2025-06-30 Name: Evang. Kirche A.B. und H.B./ Johanneskirche und Pfarrhaus GstNr.: 173/4 Johanneskirche (Kufstein)                                                         |
| ja    | Datei hochladen | Städtischer Friedhof Kufstein mit Kapelle/Einsegnungshalle und Kriegerdenkmal HERIS-ID: 106387 Objekt-ID: 123538 TKK: 19283, 83864                      | Andreas Hofer-Straße 6, in der Nähe Standort KG: Kufstein | Die weitläufige Anlage liegt am Fuße des Kienbichls östlich der Altstadt. Die ältesten Teile wurden 1810 und 1823/24 errichtet und sind von einer Mauer und einem schindelgedeckten Umgang mit Ecktürmchen umgeben. Der Umgang wird durch Unterzüge in gewölbte oder flach gedeckte Joche unterteilt. Der in die Umfassung integrierten barocken Hl.-Grab-Kapelle gegenüber und verbunden durch den breiten Mittelweg als zentraler Achse, befindet sich auf der Westseite die Toranlage, die von zwei mächtigen Pfeilern mit schindelgedeckten geschwungenen Zeltdächern gebildet wird. Die zweite Erweiterung erfolgte nordseitig im Jahre 1884, sie ist ebenfalls von einer Mauer umschlossen und von einem symmetrisch angelegten Wegkreuz in vier annähernd gleich große Grabfelder unterteilt. Anschließend die 1949 errichtete Einsegnungshalle. Die dritte Erweiterung 1940 ist nord- und ostseitig von einer niedrigen Mauer umgeben und öffnet sich nach Westen zur letzten Erweiterung des 20. Jahrhunderts, die an die evangelische Kirche angrenzt. Vor dem Portal des ältesten Teils setzt eine schmale Parzelle mit dem Soldaten- und Urnenfriedhof die Mittelachse fort. Teils aufwendig gestaltete Grabdenkmäler im Bereich der ersten und zweiten Erweiterung. | BDA-Hist.: Q37807525 Status: § 2a Stand der BDA-Liste: 2025-06-30 Name: Städtischer Friedhof Kufstein mit Kapelle/Einsegnungshalle und Kriegerdenkmal GstNr.: 169, 176/2 Cemetery Kufstein                                        |
| ja    | Datei hochladen | Ehem. Finanzwohngebäude HERIS-ID: 76371 Objekt-ID: 89932 TKK: 37564                                                                                     | August Scherl-Straße 7 Standort KG: Kufstein              | | BDA-Hist.: Q38143783 Status: Bescheid Stand der BDA-Liste: 2025-06-30 Name: Ehem. Finanzwohngebäude GstNr.: 145/13 Finanzwohngebäude August-Scherl-Straße 7, Kufstein                                                             |
| ja    | Datei hochladen | Alte Bezirkshauptmannschaft mit Umfassungsmauer und Laube HERIS-ID: 106408 Objekt-ID: 123567 TKK: 19262                                                 | Bozner Platz 1 Standort KG: Kufstein                      | | BDA-Hist.: Q37807600 Status: § 2a Stand der BDA-Liste: 2025-06-30 Name: Alte Bezirkshauptmannschaft mit Umfassungsmauer und Laube GstNr.: 237/2 Former Bezirkshauptmannschaft Kufstein                                            |
| ja    | Datei hochladen | Ehem. Finanzwohngebäude HERIS-ID: 11425 Objekt-ID: 7521 TKK: 19266                                                                                      | Feldgasse 28 Standort KG: Kufstein                        | | BDA-Hist.: Q38100764 Status: Bescheid Stand der BDA-Liste: 2025-06-30 Name: Ehem. Finanzwohngebäude GstNr.: 738/6 Finanzwohngebäude Feldgasse 28, Kufstein                                                                        |
| ja    | Datei hochladen | Festung mit Josefsburg und Heldenorgel HERIS-ID: 39812 Objekt-ID: 39645 TKK: 19236                                                                      | Festung 1, u. a. Standort KG: Kufstein                    | → Hauptartikel : Festung Kufstein f1 | BDA-Hist.: Q700709 Status: § 2a Stand der BDA-Liste: 2025-06-30 Name: Festung mit Josefsburg und Heldenorgel GstNr.: .164/1, 1482 Festung Kufstein                                                                                |
| ja    | Datei hochladen | Denkmal „David und Goliath“ HERIS-ID: 106439 Objekt-ID: 123600 TKK: 83860                                                                               | gegenüber Franz Josef-Platz 9 Standort KG: Kufstein       | Das Denkmal „David und Goliath“ stammt von Josef Mühlbacher aus dem Jahr 1922. Die überlebensgroße Bronzestatue des David steht breitbeinig über dem mit drastisch wiedergegebener Steinwunde dargestellten Kopf des Goliath. | BDA-Hist.: Q37807716 Status: § 2a Stand der BDA-Liste: 2025-06-30 Name: Denkmal „David und Goliath“ GstNr.: 1083 Denkmal David und Goliath (Kufstein)                                                                             |
| ja    | Datei hochladen | Kath. Pfarrkirche hl. Josef, Sparchen HERIS-ID: 106499 Objekt-ID: 123671 TKK: 19223                                                                     | bei Franziskanerplatz 1 Standort KG: Kufstein             | Der langgestreckte, monumentale Kirchenbau wurde 1953/54 nach Plänen von Otto Prossinger errichtet. Das Wandgemälde im Chor stammt von Wolfram Köberl. | BDA-Hist.: Q24027985 Status: § 2a Stand der BDA-Liste: 2025-06-30 Name: Kath. Pfarrkirche hl. Josef, Sparchen GstNr.: 888/1 Sankt Josef (Sparchen, Kufstein)                                                                      |
| ja    | Datei hochladen | Zubau des ehem. Hotel Egger HERIS-ID: 41622 Objekt-ID: 42151 TKK: 19258                                                                                 | Georg Pirmoser-Straße 2 Standort KG: Kufstein             | in dem Gebäude befand sich u.a. auch bis 1984 das Finanzamt Anmerkung: Standortangabe eventuell näherungsweise. | BDA-Hist.: Q38001850 Status: Bescheid Stand der BDA-Liste: 2025-06-30 Name: Zubau des ehem. Hotel Egger GstNr.: .98/1 Georg Pirmoser-Straße 2 (Kufstein)                                                                          |
| ja    | Datei hochladen | Bezirksgericht Kufstein HERIS-ID: 39826 Objekt-ID: 39660 TKK: 19243                                                                                     | Georg Pirmoser-Straße 10 Standort KG: Kufstein            | | BDA-Hist.: Q37991351 Status: Bescheid Stand der BDA-Liste: 2025-06-30 Name: Bezirksgericht Kufstein GstNr.: .575 Bezirksgericht Kufstein                                                                                          |
| ja    | Datei hochladen | Kriegergedächtniskapelle mit Kriegerdenkmal HERIS-ID: 106396 Objekt-ID: 123553 TKK: 19228                                                               | Hochwandweg 1, in der Nähe Standort KG: Kufstein          | Die Kriegergedächtniskapelle wurde in den späten 1920er Jahren von Franz Baumann entworfen und gebaut. Der kleine Bau hat einen asymmetrischen Grundriss, die Fassaden sind leicht geböscht. Er besteht aus einer offenen turmartig überhöhten Halle und einem kleinen Gedenkraum. Außen Schindeldach, innen eine flache Holzbalkendecke und Fußböden aus Naturstein. | BDA-Hist.: Q37807560 Status: § 2a Stand der BDA-Liste: 2025-06-30 Name: Kriegergedächtniskapelle mit Kriegerdenkmal GstNr.: .1237 Kriegergedächtniskapelle, Kufstein                                                              |
| ja    | Datei hochladen | Friedrich List-Denkmal HERIS-ID: 39821 Objekt-ID: 39655 TKK: 19251                                                                                      | nordöstlich Hochwandweg 29 Standort KG: Kufstein          | Das Denkmal für den Nationalökonomen und Wirtschaftstheoretiker Friedrich List wurde 1906 anlässlich seines 60. Todestages errichtet. In einer halbkreisförmigen Säulenkolonnade aus weißem Kalkstein ist eine lebensgroße, sitzende Portraitfigur aus weißem Marmor eingestellt. Der Sockel ist an der Vorderseite mit „FRIEDRICH LIST / 1789 1846“ bezeichnet, auf der Rückseite prangt ein Gedicht von Martin Greif: Ein Anwalt ohne Sold, bemüht fürs Vaterland, Ein Kämpfer, dem kein Gold den starken Willen band, Ein Held, der weit hinaussah über seine Zeit, Ein Sämann, dem als Haus das Sternenzelt bereit. Die Statue ist ein Werk des Bildhauers Norbert Pfretzschner, die Figur ist an ihrer Rückseite mit „NP“ signiert. Die Architekturteile stammen von C. Valentin Casal. | BDA-Hist.: Q37991319 Status: § 2a Stand der BDA-Liste: 2025-06-30 Name: Friedrich List-Denkmal GstNr.: 930/1 Friedrich-List-Denkmal (Kufstein)                                                                                    |
| ja    | Datei hochladen | Villa Praxmarer HERIS-ID: 106464 Objekt-ID: 123633 TKK: 120666seit 2016                                                                                 | Jägergasse 2 Standort KG: Kufstein                        | Die repräsentative Villa wurde 1876 in strengen Formen des Historismus erbaut. 1911 wurde an der Ostseite ein Erker angefügt, 1951 wurde der Bau nach Kriegsschäden wiederhergestellt. Der zweigeschoßige Bau mit kräftigem Mittelrisalit und geschwungenem, von schmiedeeisernen Ziergittern bekröntem Mansarddach weist mit der Hauptfassade zum Inn. Die Fassaden sind durch Gesimse gegliedert, die Türen und Fenster sind mit einfachen Profileinfassungen bzw. überdachten Rahmungen unterschiedlich gestaltet. Das Portal mit im Mittelrisalit ist über eine zweiarmige, einen kleinen Vorplatz bildende Steintreppe mit Dockenbalustrade erschlossen. An den Risalit schließt nördlich eine Balkonloggia mit kannelierten Pfeilern zwischen Dockenbalustraden aus rötlichem Marmor an. Auf der Südseite befindet sich ein durchgehender Balkon über Volutenkonsolen mit eingestelltem, großflächig verglastem Erker. Die Fassade zum Garten ist durch einen übergiebelten Eingangsrisalit gegliedert. Das Innere ist mit einem Mittelflur und einem zentralen Treppenhaus erschlossen. | BDA-Hist.: Q37807827 Status: Bescheid Stand der BDA-Liste: 2025-06-30 Name: Villa Praxmarer GstNr.: 585 Villa Praxmarer, Jägergasse 2, Kufstein                                                                                   |
| ja    | Datei hochladen | Volks-, Haupt- und Sonderschule HERIS-ID: 39813 Objekt-ID: 39646 TKK: 19245                                                                             | Josef Egger-Straße 2 Standort KG: Kufstein                | | BDA-Hist.: Q37991297 Status: § 2a Stand der BDA-Liste: 2025-06-30 Name: Volks-, Haupt- und Sonderschule GstNr.: .671 Josef Egger-Straße 2 (Kufstein)                                                                              |
| ja    | Datei hochladen | Ehem. Wohnhaus Egger HERIS-ID: 55671 Objekt-ID: 64426 TKK: 19256                                                                                        | Josef Egger-Straße 3 Standort KG: Kufstein                | | BDA-Hist.: Q38067099 Status: Bescheid Stand der BDA-Liste: 2025-06-30 Name: Ehem. Wohnhaus Egger GstNr.: .509/2 Josef Egger-Straße 3 (Kufstein)                                                                                   |
| ja    | Datei hochladen | Anton-Karg-Haus, Hinterbärenbad HERIS-ID: 106416 Objekt-ID: 123575 TKK: 81805seit 2012                                                                  | Kaisertal 2 Standort KG: Kufstein                         | → Hauptartikel : Anton-Karg-Haus f1 | BDA-Hist.: Q587757 Status: Bescheid Stand der BDA-Liste: 2025-06-30 Name: Anton-Karg-Haus, Hinterbärenbad GstNr.: 1058/2 Hinterbärenbad                                                                                           |
| ja    | Datei hochladen | Mariahilfkapelle / Hörfarterkapelle / Maria auf dem Stein HERIS-ID: 106418 Objekt-ID: 123577 TKK: 19231seit 2012                                        | bei Kaisertal 2 Standort KG: Kufstein                     | Die Kapelle auf einem kleinen Felsen am Kaiserbach neben dem Anton-Karg-Haus wurde 1890 anlässlich des 75. Geburtstags von Dekan Matthäus Hörfarter errichtet. Der Mauerbau mit polygonalem Schluss und schindelgedecktem Satteldach mit gotisierendem Dachreiter weist ein spitzbogiges Portal und schmale Spitzbogenfenster auf. Das gotisierende Innere wird von einer Spitztonne überwölbt, der Chor ist um eine Stufe erhöht. An den Fensterlaibungen und am Chorbogen findet sich ornamentale Wandmalerei, die 2010 formgleich übermalt wurde. Die Glasgemälde wurden 1893/94 von der Mayer’schen Hofkunstanstalt geschaffen. | BDA-Hist.: Q37807634 Status: Bescheid Stand der BDA-Liste: 2025-06-30 Name: Mariahilfkapelle / Hörfarterkapelle / Maria auf dem Stein GstNr.: .492 Hinterbärenbad                                                                 |
| ja    | Datei hochladen | Friedhofskapelle / Hl.-Grab-Kapelle HERIS-ID: 106389 Objekt-ID: 123544 TKK: 19227                                                                       | Kienbergstraße 17, in der Nähe Standort KG: Kufstein      | Die am Rand des alten Friedhofsteils gelegene, stattliche Kapelle über rechteckigem Grundriss ist geostet, sie hat eine hohe Sockelzone, ein Satteldach mit einem giebelseitigen oktogonalen Dachreiter, einen Rundbogenchor und flankierende Anräume. Der Langhausbereich ist durch Pilaster mit toskanischen Kapitellen und einem hohen Profilgesims mit passförmigen Dachluken und einer abschließenden Hohlkehle gegliedert. Auf dem Giebel des Marmorportal im Westen steht die Bezeichnung „1681“. Flankierend und in den Längswänden jeweils zwei große rechteckige Fenster mit geohrten Profilrahmungen. Der Dachreiter mit seinen vier spitzförmig zulaufenden Schallfenstern und dem hohen, geschwungenem Zeltdach wird von Kugel und Kreuz bekrönt. Der Innenraum hat einen stark ausgeschiedenen Chor. Das Schiff eine Westempore und eine Spiegeldecke über ionisierenden Pilastern mit umlaufendem Profilgesims. Im Gewölbe Stuckdekor. | BDA-Hist.: Q37807539 Status: § 2a Stand der BDA-Liste: 2025-06-30 Name: Friedhofskapelle / Hl.-Grab-Kapelle GstNr.: .123/3 Holy Sepulchre chapel, Kufstein                                                                        |
| ja    | Datei hochladen | Kalvarienberg mit Gedenkkapellen HERIS-ID: 39820 Objekt-ID: 39654                                                                                       | Kienbergstraße 17, in der Nähe Standort KG: Kufstein      | Rund um den Kalvarienberg befinden sich mehrere gleichartige Kapellenbildstöcke aus dem 18. oder 19. Jahrhundert mit Satteldach und großen offenen Nischen, die heute dem Totengedenken verschiedener Organisationen und Vereine dienen: Feuerwehrkapelle, Kapelle des Trachtenvereins Koasara (⊙), Kriegervereins- und Gebirgsjägerkapelle (⊙), Kaiserschützenkapelle (⊙), Kapelle der Schützengilde (⊙), Kapelle der Sudetendeutschen Landsmannschaft (⊙), Tiroler Kaiserjägerkapelle (⊙). | BDA-Hist.: Q37991312 Status: § 2a Stand der BDA-Liste: 2025-06-30 Name: Kalvarienberg mit Gedenkkapellen GstNr.: 197 Calvary Kufstein                                                                                             |
| ja    | Datei hochladen | Kalvarienbergkapelle / Feuerwehrkapelle HERIS-ID: 106394 Objekt-ID: 123551 TKK: 83918                                                                   | bei Kienbergstraße 17 Standort KG: Kufstein               | Die Feuerwehrkapelle liegt südseitig am Fuß des Kalvarienbergs beim Treppenaufgang. Die Kapelle wurde wohl gegen Ende des 17. oder im frühen 18. Jahrhundert erbaut und dient heute als Denkmal für gefallene Feuerwehr-Kameraden beider Weltkriege. Die Kapelle hat ein steiles Satteldach über einem kräftig profilierten Gesims, sie ist giebelseitig durch einen hohen Rundbogen mit schmiedeeiserner Gittertüre geöffnet. Das Giebelfeld ist mit Stuckdekor geschmückt, Festonkartusche mit Puttokopf, in den charakteristischen Formen des späten 17. Jahrhunderts, darin aufgemalt das Feuerwehrzeichen. An der rechten Seitenfassade befindet sich eine Steintafel mit Namensinschriften, ebenso finden sich innen an den Seitenwänden Namensinschriften. Innen an der Stirnwand ein altarartiger Unterbau mit Inschriftenstein: Dem Gedenken aller Feuerwehr-Kameraden | BDA-Hist.: Q37807551 Status: § 2a Stand der BDA-Liste: 2025-06-30 Name: Kalvarienbergkapelle / Feuerwehrkapelle GstNr.: 197 Feuerwehrkapelle Kufstein                                                                             |
| ja    | Datei hochladen | Madersperger-Denkmal HERIS-ID: 39822 Objekt-ID: 39656 TKK: 19253                                                                                        | Kienbergstraße 38, in der Nähe Standort KG: Kufstein      | Das Denkmal zur Erinnerung an Josef Madersperger stammt von Theodor Khuen aus dem Jahre 1903. Ursprünglich wurde es an anderer Stelle in der Nähe aufgestellt und am 7. Juni 1903 enthüllt. 1992 wurde es an seine heutige Stelle versetzt. Die bronzene Porträtbüste steht auf einem Inschriftensockel, die Bodenplatte der Büste ist mit Eichenlaub verziert. | BDA-Hist.: Q37991330 Status: § 2a Stand der BDA-Liste: 2025-06-30 Name: Madersperger-Denkmal GstNr.: 208/1 Madersperger-Denkmal (Kufstein)                                                                                        |
| ja    | Datei hochladen | Maderspergerhaus (exkl. Stöckl) HERIS-ID: 39819 Objekt-ID: 39653 TKK: 120672                                                                            | Kinkstraße 16 Standort KG: Kufstein                       | Das Geburtshaus Josef Maderspergers stammt im Kern aus dem 17. Jahrhundert, 1790 und in der zweiten Hälfte des 20. Jahrhunderts wurde es umgebaut. 2001 wurde das Erdgeschoß komplett umgestaltet und ein Madersperger-Museum eingerichtet. Zwischen den beiden Obergeschoßen ist eine querovale Gedenktafel für Madersperger angebracht. | BDA-Hist.: Q37991305 Status: Bescheid Stand der BDA-Liste: 2025-06-30 Name: Maderspergerhaus (exkl. Stöckl) GstNr.: .156 Maderspergerhaus (Kufstein)                                                                              |
| ja    | Datei hochladen | Ausstattungsteile der ehem. Spitalskapelle St. Vincencia, hl. Geist in der neuen Friedhofskirche HERIS-ID: 112576 Objekt-ID: 130784 TKK: 19283seit 2016 | Krankenhausgasse 20 Standort KG: Kufstein                 | Die Werke Müllers aus der ehemaligen Spitalskirche St. Vincencia wurden an ihrem neuen Platz in der Friedhofskirche erneut unter Denkmalschutz gestellt. | BDA-Hist.: Q37831733 Status: Bescheid Stand der BDA-Liste: 2025-06-30 Name: Ausstattungsteile der ehem. Spitalskapelle St. Vincencia, hl. Geist in der neuen Friedhofskirche GstNr.: 169 Spitalskapelle St. Vincencia - paintings |
| ja    | Datei hochladen | Lorettokapelle in Sparchen HERIS-ID: 106505 Objekt-ID: 123677 TKK: 19219                                                                                | bei Obere Sparchen 19 Standort KG: Kufstein               | 1690 errichtete und 1727 erweiterte Kapelle im Ortsteil Sparchen, der Loretowallfahrt gewidmet. | BDA-Hist.: Q37807904 Status: § 2a Stand der BDA-Liste: 2025-06-30 Name: Lorettokapelle in Sparchen GstNr.: .289/1 Lorettokapelle Sparchen, Kufstein                                                                               |
| ja    | Datei hochladen | Sparkasse HERIS-ID: 41539 Objekt-ID: 42055 TKK: 19270                                                                                                   | Oberer Stadtplatz 1 Standort KG: Kufstein                 | | BDA-Hist.: Q38001535 Status: Bescheid Stand der BDA-Liste: 2025-06-30 Name: Sparkasse GstNr.: .195 Sparkasse, Oberer Stadtplatz 1 Kufstein                                                                                        |
| ja    | Datei hochladen | Ehem. Hotel Egger samt angebautem Spiegelsaal HERIS-ID: 39825 Objekt-ID: 39659 TKK: 19255                                                               | Oberer Stadtplatz 5 Standort KG: Kufstein                 | | BDA-Hist.: Q37991341 Status: Bescheid Stand der BDA-Liste: 2025-06-30 Name: Ehem. Hotel Egger samt angebautem Spiegelsaal GstNr.: .98/2 Oberer Stadtplatz 5 (Kufstein)                                                            |
| ja    | Datei hochladen | Kink-Denkmal HERIS-ID: 106367 Objekt-ID: 123514 TKK: 36467                                                                                              | gegenüber Oberer Stadtplatz 5b Standort KG: Kufstein      | Das Denkmal für Anton Kink (1820–1868), Begründer der österreichischen Zementindustrie und Bürgermeister von Kufstein, wurde 1963 vom Kramsacher Bildhauer Peter Schneider anstelle eines älteren Denkmals errichtet. | BDA-Hist.: Q37807452 Status: § 2a Stand der BDA-Liste: 2025-06-30 Name: Kink-Denkmal GstNr.: .168 Anton-Kink-Denkmal |
| ja    | Datei hochladen | Altes Schulhaus / Verwaltungsgebäude der Stadtwerke HERIS-ID: 106371 Objekt-ID: 123518 TKK: 120687                                                      | Oberer Stadtplatz 15 Standort KG: Kufstein                | | BDA-Hist.: Q37807461 Status: § 2a Stand der BDA-Liste: 2025-06-30 Name: Altes Schulhaus / Verwaltungsgebäude der Stadtwerke GstNr.: .163/2 Oberer Stadtplatz 15 (Kufstein)                                                        |
| ja    | Datei hochladen | Rathaus HERIS-ID: 39840 Objekt-ID: 39674 TKK: 19278 | Oberer Stadtplatz 17 Standort KG: Kufstein                | Das Rathaus aus der ersten Hälfte des 16. Jahrhunderts ist im Kern erhalten. 1923 entstand mit einem Umbau die Treppengiebelfassade. Spätgotische Netzgratgewölbe wurde 1965 renoviert. Mit einer Sanierung (2011) wurde das Rathaus mit dem Bildsteinhaus zusammengefasst, der nach den Plänen der Architekturbüros Rainer Köberl und Giner + Wucherer durchgeführte Umbau wurde mehrfach ausgezeichnet. Anmerkung: Adresse eigentlich Unterer Stadtplatz 20 | BDA-Hist.: Q24089093 Status: § 2a Stand der BDA-Liste: 2025-06-30 Name: Rathaus GstNr.: .191 Rathaus Kufstein |
| ja    | Datei hochladen | Pfarrstöckl/Paramentenstöckl HERIS-ID: 106374 Objekt-ID: 123521 TKK:                                                                                    | Oberer Stadtplatz 17 Standort KG: Kufstein                | Das Pfarstöckl grenzt, durch eine hohe Feuermauer getrennt, südlich an das Bildsteinhaus an, welches wiederum seit einem Umbau 2009–2011 mit dem Rathaus verbunden ist. Das schmale, dreigeschoßige Gebäude mit Pultdach und südostseitig geböschten Mauern hat eine asymmetrisch gegliederte Fassade mit zwei Bogentüren im westlichen Bereich. | BDA-Hist.: Q37807479 Status: § 2a Stand der BDA-Liste: 2025-06-30 Name: Pfarrstöckl/Paramentenstöckl GstNr.: .192 Paramentenstöckl, Kufstein                                                                                      |
| ja    | Datei hochladen | Ehem. Augustinerbastei HERIS-ID: 106363 Objekt-ID: 123510 TKK:                                                                                          | bei Oberer Stadtplatz 17 Standort KG: Kufstein            | Die Augustinerbastei war Teil der umfassenden Stadtbefestigung und wurde 1558–1559 errichtet. Sie besaß zwei Facen und zwei Flanken mit Gewehr- und Geschützscharten und war mit der Katzenbastei im Süden und der Innsbrucker Bastei im Norden durch Kurtinen verbunden. Die Bastei wurde 1862 abgetragen. | BDA-Hist.: Q37807434 Status: § 2a Stand der BDA-Liste: 2025-06-30 Name: Ehem. Augustinerbastei GstNr.: .168, 109, 1070 Augustinian bastion Kufstein                                                                               |
| ja    | Datei hochladen | Dreifaltigkeitskirche mit Krypta (Totengruft) HERIS-ID: 106372 Objekt-ID: 123519 TKK: 19220                                                             | Pfarrplatz 1 Standort KG: Kufstein                        | | BDA-Hist.: Q37807469 Status: § 2a Stand der BDA-Liste: 2025-06-30 Name: Dreifaltigkeitskirche mit Krypta (Totengruft) GstNr.: .167 Holy Trinity Church (Kufstein)                                                                 |
| ja    | Datei hochladen | Widum HERIS-ID: 55667 Objekt-ID: 64417 TKK: 19237 | Pfarrplatz 2 Standort KG: Kufstein                        | | BDA-Hist.: Q38067094 Status: § 2a Stand der BDA-Liste: 2025-06-30 Name: Widum GstNr.: .165 Pfarrplatz 2, 3 (Kufstein) |
| ja    | Datei hochladen | Mesnerhaus HERIS-ID: 55668 Objekt-ID: 64418 TKK: 110339                                                                                                 | Pfarrplatz 3 Standort KG: Kufstein                        | | BDA-Hist.: Q38067095 Status: § 2a Stand der BDA-Liste: 2025-06-30 Name: Mesnerhaus GstNr.: .166 Pfarrplatz 2, 3 (Kufstein) |
| ja    | Datei hochladen | Kath. Pfarrkirche hl. Vitus und ehem. Friedhof HERIS-ID: 55670 Objekt-ID: 64425 TKK: 19222                                                              | gegenüber Pfarrplatz 3 Standort KG: Kufstein              | Der gotische Bau der St. Vitus-Kirche wurde bis spätestens 1420 vollendet und bildete den Nachfolgebau einer bereits bestehenden Kirche. Es handelt sich dabei um eine dreischiffige Hallenkirche mit polygonalem Chorabschluss. In den Jahren 1660 bis 1661 wurde die Kirche barockisiert. | BDA-Hist.: Q1427048 Status: § 2a Stand der BDA-Liste: 2025-06-30 Name: Kath. Pfarrkirche hl. Vitus und ehem. Friedhof GstNr.: .168 St. Vitus (Kufstein)                                                                           |
| ja    | Datei hochladen | Ehem. Gefangenenhaus HERIS-ID: 39827 Objekt-ID: 39661 TKK: 19271                                                                                        | Praxmarerstraße 3 Standort KG: Kufstein                   | | BDA-Hist.: Q37991363 Status: Bescheid Stand der BDA-Liste: 2025-06-30 Name: Ehem. Gefangenenhaus GstNr.: .576 Praxmarerstraße 3 (Kufstein)                                                                                        |
|       | Datei hochladen | Basteireste und archäologische Überreste im Stadtmauervorfeld HERIS-ID: 107530 Objekt-ID: 124875seit 2021                                               | Römerhofgasse 6 KG: Kufstein GstNr.: 111/3, 1485, 1486    | Anmerkung: Duplikat?? | BDA-Hist.: Q105672562 Status: Bescheid Stand der BDA-Liste: 2025-06-30 Name: Basteireste und archäologische Überreste im Stadtmauervorfeld                                                                                        |
| ja    | Datei hochladen | Bastei-Reste HERIS-ID: 106375 Objekt-ID: 123522 TKK: 118540                                                                                             | bei Römerhofgasse 6 Standort KG: Kufstein                 | Der Stadtmauerrest der ehemaligen Stadtbefestigung ist dem ausgehenden 15. Jahrhundert zuzuordnen. Er besteht aus kleinteilig ausgezwicktem Netzmauerwerk. Der Turm wurde bei den Kämpfen im Jahr 1809 schwer beschädigt und danach nicht mehr wieder errichtet. Der originale Durchgang ist nicht erhalten. Der aus Ziegeln gemauerte niedrige Bogendurchgang wurde 1965 versetzt und verbreitert, rundherum sind am Mauerwerk Spuren einer übergiebelten Anlage sichtbar. | BDA-Hist.: Q37807492 Status: § 2a Stand der BDA-Liste: 2025-06-30 Name: Bastei-Reste GstNr.: 1072, 111/4 |
| ja    | Datei hochladen | Landhaus HERIS-ID: 106495 Objekt-ID: 123667 TKK: 141218seit 2020                                                                                        | Salurner Straße 15 Standort KG: Kufstein                  | Anmerkung: | BDA-Hist.: Q105646760 Status: Bescheid Stand der BDA-Liste: 2025-06-30 Name: Landhaus GstNr.: 265/5 Salurner Straße 15 (Kufstein)                                                                                                 |
| ja    | Datei hochladen | Bundesrealgymnasium HERIS-ID: 39834 Objekt-ID: 39668 TKK: 19246                                                                                         | Schillerstraße 2 Standort KG: Kufstein                    | → Hauptartikel : Bundesgymnasium und Bundesrealgymnasium Kufstein f1 | BDA-Hist.: Q1006150 Status: Bescheid Stand der BDA-Liste: 2025-06-30 Name: Bundesrealgymnasium GstNr.: .624 Bundesgymnasium und Bundesrealgymnasium Kufstein                                                                      |
| ja    | Datei hochladen | Spindler-Denkmal HERIS-ID: 39836 Objekt-ID: 39670 TKK: 19254                                                                                            | Schützenstraße 20, in der Nähe Standort KG: Kufstein      | Das Spindler-Denkmal wurde 1904 von den Kufsteiner Schützen zur Erinnerung an den 1742 in Kufstein geborenen Oberst Josef Freiherr Spindler („Held von Kalafat“), errichtet, der 1790 in Rumänien bei Kalafat die Schanzen erstürmte und eine Gruppe von Türken besiegte. Das Denkmal stammt vom Steinmetz Härting und vom Kunstschlosser Kruckenhauser aus Kufstein, die Enthüllung erfolgte unter Anwesenheit Erzherzog Eugens am 25. September 1904. Das Obelisk auf hohem Sockel mit seitlichen Voluten wird von einem Bronze-Greif mit ausgebreiteten Schwingen bekrönt. | BDA-Hist.: Q37991377 Status: § 2a Stand der BDA-Liste: 2025-06-30 Name: Spindler-Denkmal GstNr.: 230/2 Spindler-Denkmal (Kufstein)                                                                                                |
| ja    | Datei hochladen | Schulhaus Sparchen HERIS-ID: 106441 Objekt-ID: 123607 TKK: 120697                                                                                       | Sterzinger Straße 5 Standort KG: Kufstein                 | 1953 errichtetes Schulgebäude im Ortsteil Sparchen, in der die Volksschule Kufstein-Sparchen untergebracht ist. An der Fassade des Schuldienerhäuschens der Volksschule Sparchen befindet sich eine 1954 von Harold Reitterer geschaffene Darstellung des Rattenfängers von Hameln. | BDA-Hist.: Q37807730 Status: § 2a Stand der BDA-Liste: 2025-06-30 Name: Schulhaus Sparchen GstNr.: 901/6 Volksschule Kufstein-Sparchen                                                                                            |
| ja    | Datei hochladen | Schild-Haus HERIS-ID: 39837 Objekt-ID: 39671 TKK: 19274                                                                                                 | Unterer Stadtplatz 5 Standort KG: Kufstein                | Das aus der ersten Hälfte des 16. Jahrhunderts stammende Haus wurde im frühen 18. Jahrhundert, im dritten Viertel des 20. Jahrhunderts und 2007 umgebaut. Das schmale, fünfgeschoßige Gebäude hat an der asymmetrisch angeordneten Fassade einen polygonalen Erker über dem rundbogigen Eingang. Im großteils entkernten und neu gestalteten Inneren hat sich ein sterngratgewölbter Flur im Erdgeschoß erhalten. | BDA-Hist.: Q37991387 Status: Bescheid Stand der BDA-Liste: 2025-06-30 Name: Schild-Haus GstNr.: .212 Unterer Stadtplatz 5 (Kufstein)                                                                                              |
| ja    | Datei hochladen | Wasserbastei HERIS-ID: 39841 Objekt-ID: 39675 TKK: 118541                                                                                               | neben Unterer Stadtplatz 9 Standort KG: Kufstein          | Die Eckbastion aus Tuffsteinquadern hat eine massive, im unteren Bereich geböschte Mauer und ein Kordongesims, der obere Mauerbereich kragt leicht aus. Die Kasemattendächer sind begehbar und haben breite, abgetreppte Geschoßscharten. Die Anlage an der Nordwest-Ecke der Altstadt direkt am Inn wurde ab 1561 in der letzten Ausbauphase der Bastion errichtet. Nordostseitig war sie durch den Stadtgraben vom städtischen Vorfeld getrennt. Die barock adaptierte Anlage war eingewölbt, beherbergte die Kasematten und war mit einem Dach versehen. Bei der Schleifung der Bastionen im Jahre 1862 wurden die Innenräume mit Erde verfüllt und die Geschoßöffnungen vermauert. 1974 wurde zwischen der Bastion und dem Fluss die Innpromenade angelegt. Im Jahre 2002 wurde die Anlage gesichert und renoviert. | BDA-Hist.: Q37991412 Status: § 2a Stand der BDA-Liste: 2025-06-30 Name: Wasserbastei GstNr.: 68 Wasserbastei, Kufstein |
| ja    | Datei hochladen | Marienbrunnen HERIS-ID: 106385 Objekt-ID: 123533 TKK: 19250                                                                                             | gegenüber Unterer Stadtplatz 11 Standort KG: Kufstein     | Der Marienbrunnen ist ein aus dem 19. Jahrhundert stammender, gotisierender Gusseisenbrunnen mit Figurenbaldachin und einem oktogonalen, durch ein Treppenpodest erhöhten Brunnenbecken. Darin ein hoher, turmartig gestalteter Fialenbaldachin mit vier Säulen und hohem Giebelspitzhelm mit Maßwerk, Fialen und Krabben. Die in der Mitte eingestellte, vergoldete Madonnenfigur gehört zum spätgotischen Typus des 16. Jahrhunderts. | BDA-Hist.: Q37807514 Status: § 2a Stand der BDA-Liste: 2025-06-30 Name: Marienbrunnen GstNr.: 1073/1 Marienbrunnen, Kufstein |
| ja    | Datei hochladen | Ehem. Gasthaus Zur Gräfin HERIS-ID: 39839 Objekt-ID: 39673 TKK: 45755, 19276, 45754                                                                     | Unterer Stadtplatz 14 Standort KG: Kufstein               | | BDA-Hist.: Q37991398 Status: Bescheid Stand der BDA-Liste: 2025-06-30 Name: Ehem. Gasthaus Zur Gräfin GstNr.: .188/1, .188/2, .189, .188/3 Unterer Stadtplatz 14, 16, 18 (Kufstein)                                               |
| ja    | Datei hochladen | Hörfarter-Denkmal mit Treppenanlage HERIS-ID: 106364 Objekt-ID: 123511 TKK: 83862                                                                       | bei Unterer Stadtplatz 20 Standort KG: Kufstein           | Das Denkmal für den Kufsteiner Dekan Matthäus Hörfarter wurde 1899 im Zuge der Neugestaltung des Kirchenplatzes errichtet. Die naturalistische Bronzeportraitbüste stammt von Norbert Pfretzschner. Im Zweiten Weltkrieg wurde die Büste verfahrt und erst in den 1950er Jahren wieder aufgestellt. Das Wandbrunnendenkmal aus Marmor hat ein auskragendes Wasserbecken und ein Giebelmotiv an der Rückwand. Darüber auf Doppelsäulen ein monumentaler Bogen mit Wappenkartusche. | BDA-Hist.: Q37807444 Status: § 2a Stand der BDA-Liste: 2025-06-30 Name: Hörfarter-Denkmal mit Treppenanlage GstNr.: 1071/1, .190 Hörfarter-Denkmal (Kufstein)                                                                     |
| ja    | Datei hochladen | Widum Zell HERIS-ID: 40379 Objekt-ID: 40309 TKK: 19238                                                                                                  | Zeller Straße 25 Standort KG: Kufstein                    | | BDA-Hist.: Q37994475 Status: § 2a Stand der BDA-Liste: 2025-06-30 Name: Widum Zell GstNr.: 657 Widum Zell, Kufstein |
| ja BW | Datei hochladen | Kath. Pfarrkirche hl. Martin in Zell mit ehem. Friedhof HERIS-ID: 56068 Objekt-ID: 65041 TKK: 19224, 107685                                             | neben Zeller Straße 27 Standort KG: Kufstein              | 1315 bestand eine Kirche als Filiale von Langkampfen. 1891 wurde die Kirche zur Pfarrkirche erhoben. Die im Kern gotische Kirche wurde um 1722 barock verändert. | BDA-Hist.: Q38069783 Status: § 2a Stand der BDA-Liste: 2025-06-30 Name: Kath. Pfarrkirche hl. Martin in Zell mit ehem. Friedhof GstNr.: 661 Sankt Martin (Zell, Kufstein)                                                         |
| ja    | Datei hochladen | Andreas-Hofer-Denkmal mit Treppenanlage HERIS-ID: 106397 Objekt-ID: 123554 TKK: 19252                                                                   | Standort KG: Kufstein                                     | Die Figur Andreas Hofers stammt von Theodor Khuen (Entwurf 1913), der Guss erfolgte 1917 in der Kunstgießerei A. Jos. Selzer in Wien. Die Figur war ursprünglich für ein Andreas-Hofer-Denkmal in Wien bestimmt, das jedoch nicht zustande kam, weswegen die Standfigur der Stadt Kufstein geschenkt wurde. Unter mehreren Varianten wurde schließlich 1926 der Kalvarienberg als Aufstellungsort ausgewählt, die Enthüllung fand am 11. Juli 1926 statt. | BDA-Hist.: Q37807570 Status: § 2a Stand der BDA-Liste: 2025-06-30 Name: Andreas-Hofer-Denkmal mit Treppenanlage GstNr.: .1237 Andreas-Hofer-Denkmal (Kufstein)                                                                    |
| ja    | Datei hochladen | Dickichtkapelle HERIS-ID: 106421 Objekt-ID: 123580 TKK:                                                                                                 | Standort KG: Kufstein                                     | | BDA-Hist.: Q37807662 Status: § 2a Stand der BDA-Liste: 2025-06-30 Name: Dickichtkapelle GstNr.: 967 Dickichtkapelle (Kufstein) |
| ja    | Datei hochladen | Glemm-Bildstock HERIS-ID: 107538 Objekt-ID: 124883 TKK:                                                                                                 | Standort KG: Kufstein                                     | Der Glemm-Bildstock liegt am alten Fußweg nach Schwoich, er wurde in der 2. Hälfte des 19. Jahrhunderts errichtet. Der Nischenbildstock über annähernd quadratischem Grundriss hat ein Satteldach und darüber ein Kruzifix in konisch geschnittenem Kreuzkasten. | BDA-Hist.: Q37810420 Status: § 2a Stand der BDA-Liste: 2025-06-30 Name: Glemm-Bildstock GstNr.: 1138/1 Glemm-Bildstock, Kufstein                                                                                                  |
| ja    | Datei hochladen | Wallfahrtskirche Maria Hilf mit Friedhof HERIS-ID: 57346 Objekt-ID: 67311 TKK: 19226, 83923                                                             | bei Lindenallee 13 Standort KG: Morsbach                  | → Hauptartikel : Wallfahrtskirche Kleinholz f1 | BDA-Hist.: Q15134319 Status: § 2a Stand der BDA-Liste: 2025-06-30 Name: Wallfahrtskirche, Mariae Heimsuchung mit Friedhof GstNr.: .76 Wallfahrtskirche Kleinholz                                                                  |
| ja    | Datei hochladen | Missions- und Exerzitienhaus Maria Hilf mit Kapelle HERIS-ID: 106398 Objekt-ID: 123555 TKK: 19269                                                       | Lindenallee 13 Standort KG: Morsbach                      | → Hauptartikel : Wallfahrtskirche Kleinholz f1 | BDA-Hist.: Q63986478 Status: § 2a Stand der BDA-Liste: 2025-06-30 Name: Missions- und Exerzitienhaus Kleinholz mit Kapelle GstNr.: 193 Missions- und Exerzitienhaus Kleinholz                                                     |
| ja    | Datei hochladen | Haus Seerose HERIS-ID: 106423 Objekt-ID: 123582 TKK: | Hechtsee 8 Standort KG: Thierberg                         | | BDA-Hist.: Q37807673 Status: § 2a Stand der BDA-Liste: 2025-06-30 Name: Haus Seerose GstNr.: 296/2 Hechtsee 8 (Kufstein) |
| ja    | Datei hochladen | Burgruine Thierberg mit Wallfahrtskapelle (Gnadenkapelle) HERIS-ID: 39842 Objekt-ID: 39676 TKK: 110309                                                  | Thierberg 6 Standort KG: Thierberg                        | → Hauptartikel : Ruine Thierberg f1 | BDA-Hist.: Q2175451 Status: Bescheid Stand der BDA-Liste: 2025-06-30 Name: Burgruine Thierberg mit Wallfahrtskapelle (Gnadenkapelle) GstNr.: .1, .2, .3 Thierberg castle                                                          |
| ja    | Datei hochladen | Hubertuskapelle beim Marchhof / Marchkapelle und Kruzifix HERIS-ID: 106430 Objekt-ID: 123590 TKK: 138642                                                | bei Thierberg 8 Standort KG: Thierberg                    | Die einjochige gemauerte Hofkapelle mit rundem, leicht eingezogenem Chorschluss und Satteldach wurde 1972 erbaut. Die Fassaden sind durch farblich abgesetzte Lisenen an den Gebäudekanten gegliedert. Im Inneren ist die Decke leicht segmentbogig gewölbt. Zwischen der Kapelle und dem Hof steht ein Kruzifix vom Ende des 19. Jahrhunderts mit Corpus im Viernageltypus. | BDA-Hist.: Q37807688 Status: § 2a Stand der BDA-Liste: 2025-06-30 Name: Hubertuskapelle beim Marchhof / Marchkapelle und Kruzifix GstNr.: 409 Marchhof und Hubertuskapelle (Kufstein)                                             |
| ja    | Datei hochladen | Villa Lasne, Hohenstaffing HERIS-ID: 106427 Objekt-ID: 123587 TKK: 19281seit 2020                                                                       | Thierbergweg 28 Standort KG: Thierberg                    | Anmerkung: | BDA-Hist.: Q105646758 Status: Bescheid Stand der BDA-Liste: 2025-06-30 Name: Villa Lasne, Hohenstaffing GstNr.: 141/3 |

## Ehemalige Denkmäler
| Foto |                 | Denkmal                                                                   | Standort                                 | Beschreibung | Metadaten |
| ---- | --------------- | ------------------------------------------------------------------------- | ---------------------------------------- | --- | --- |
| ja   | Datei hochladen | Spitalskapelle St. Vincencia, hl. Geist Objekt-ID: 44999von 1993 bis 2012 | Krankenhausgasse 7 Standort KG: Kufstein | Die Spitalskirche St. Vincencia wurde 1869 geweiht. Ihr Abriss wurde vom Bundesdenkmalamt am 16. August 2006 genehmigt unter der Auflage, dass die Apsis und das Wandgemälde des bayerischen Malers Johann Baptist Müller restauriert und in der auf dem Friedhof neu errichteten Kirche wieder angebracht werden. 2013 erfolgte die Weihe der neuen Kirche. Die Werke Müllers wurden an ihrem neuen Platz in der Friedhofskirche erneut unter Denkmalschutz gestellt. | BDA-Hist.: Q106704988 Status: Bescheid Stand der BDA-Liste: 2012-06-06 Name: Spitalskapelle St. Vincencia, hl. Geist GstNr.: 50/1 Spitalskapelle St. Vincencia, Kufstein |